# قاتل گل میخک
قاتل گل میخک (به انگلیسی: The Clovehitch Killer) یک فیلم هیجان انگیز آمریکایی به کارگردانی دانکن اسکیلز است که در سال 2018 منتشر شده و توسط کریستوفر فورد نوشته شده‌است. از جمله بازیگران این فیلم می توان به دیلان مک درموت، چارلی پلامر، سامانتا ماتیس و مادیسن بیتی اشاره کرد.
این فیلم در کنتاکی تنظیم و فیلمبرداری شده‌ و در جشنواره فیلم لس‌آنجلس در ۲۲ سپتامبر ۲۰۱۸، به نمایش در آمده است. این فیلم همچنین در تاریخ ۱۶ نوامبر ۲۰۱۸ یک حق انتشار محدود دریافت کرد و توسط آی اف سی میدنایت توزیع شد.

## بازیگران
- چارلی پلامر به عنوان تایلر بورنساید
- دیلان مک‌درموت به عنوان دان بورنساید
- سامانتا ماتیس به عنوان سیندی بورنساید
- مدیسن بیتی به عنوان کسی
- برنا شرمن به عنوان سوزی بورنساید
- لنس شانتیلس-ورتز به عنوان بیلی
- جونز اما به عنوان امی